# Stylephorus chordatus
Stylephorus chordatus – gatunek morskiej ryby głębinowej, jedyny przedstawiciel rodzaju Stylephorus i rodziny Stylephoridae. Występuje w oceanach strefy tropikalnej i subtropikalnej, na głębokościach 300–800 m. Odżywia się planktonem i wykonuje w tym celu nocne migracje na mniejsze głębokości. Odznacza się bardzo wydłużonym ciałem. Maksymalna długość wynosi 31 cm. Dolne promienie dwuczęściowej płetwy ogonowej potrajają tę długość do około 90 cm. Długa płetwa grzbietowa wsparta na 115–124 promieniach przechodzi wzdłuż całego ciała, od głowy do płetwy ogonowej. Płetwa odbytowa krótka. Niezwykle zbudowane są oczy, osadzone na teleskopowo wysuwanych szypułkach, duże. Mogą być kierowane do przodu lub do tyłu. Pęcherz pławny nie występuje.
Nietypowy wśród ryb jest również sposób, w jaki ta ryba pobiera pokarm. S. chordatus pływa w pozycji pionowej, głową ku górze.